# La Route de Salina
Pour plus de détails, voir Fiche technique et Distribution.
La Route de Salina (Road to Salina) est un film franco-italien sorti en 1970 réalisé par Georges Lautner, d'après le roman Sur la route de Salina de Maurice Cury.

## Synopsis
Sur la route de Salina (Kansas), Jonas, un jeune hippie, s'arrête dans une maison isolée où une mère, Mara, et sa fille, Billie, reconnaissent immédiatement en lui leur fils et frère Rocky disparu quatre ans auparavant. Mais dès que Jonas n'accepte plus d'être Rocky pour la belle Billie dont il est tombé amoureux, la situation se dégrade...

## Fiche technique
- Titre français : La Route de Salina
- Titre français alternatif : Sur la route de Salina
- Titre original anglais : Road to Salina
- Titre italien : Quando il sole scotta (litt. « Quand le soleil est chaud »)
- Réalisation : Georges Lautner
- Scénario : Georges Lautner, Pascal Jardin, d'après un roman de Maurice Cury
- Adaptation et dialogues : Pascal Jardin et Jack Miller
- Photographie : Maurice Fellous
- Son : René Longuet
- Montage : Michelle David
- Création des décors et direction artistique : Jean d'Eaubonne
- Costumes : Jean Bouquin et Marie-Thérèse Le Guillochet
- Musique : Christophe, Philip Brigham et Bernard Gérard
- Assistants réalisateur : Robin Davis et Claude Vital
- Producteurs : Robert Dorfmann et Yvon Guézel
- Production : Fono Roma, Les Films Corona, Selenia Cinematografica et Transinter Films
- Pays de production :  France /  Italie
- Langue de tournage : anglais
- Format : Couleurs (Eastmancolor) - 2,35:1 - Mono - 35 mm Panavision
- Genre : Drame
- Durée : 96 minutes
- Dates de sortie : 
  - France : 10 novembre 1970
  - Italie : 17 novembre 1970
  - États-Unis : 17 février 1971
- Film interdit aux moins de 12 ans avec avertissement lors de sa sortie en salles en France[1]
- Affiche : Jouineau Bourduge (France)

## Distribution
- Robert Walker Jr. (VF : François Marthouret) : Jonas
- Mimsy Farmer (VF : Bulle Ogier) : Billie
- Rita Hayworth (VF : Anouk Ferjac) : Mara
- Ed Begley : Warren
- Marc Porel : Rocky
- Sophie Hardy : Linda
- David Sachs : le shérif
- Bruce Pecheur : Charlie
- Albane Navizet : Pat, une amie de Charlie
- Ivano Staccioli : le mari de Linda

## Autour du film
- Un coffret DVD/Blu Ray est sorti le 10 mars 2020 chez Studiocanal.
- Grand fan du film, Quentin Tarantino reprend dans Kill Bill (2004) les musiques Sunny Road to Salina de Christophe et The Chase de Clinic, lors de la scène de la rencontre entre la Mariée, Budd et Elle Driver[2],[3]. En outre, Esteban Vihaio, le père de Bill, dit à la Mariée que son fils vit sur la « Route de Salina »[2].

Cette musique Sur la route de Salina est également reprise dans le film franco-belge Laissez bronzer les cadavres (2017)
- Comme la distribution comprenait quatre comédiens américains (Mimsy Farmer, Robert Walker Jr., Rita Hayworth et Ed Begley), le film, bien que géré par une équipe technique française, fut principalement tourné en langue anglaise.
- Alors au plus bas de sa carrière, Rita Hayworth sortait d'une mauvaise expérience sur un précédent titre filmé en Italie, Le Bâtard, où elle ne fut pas spécialement bien traitée. Aussi aborda-t-elle cette nouvelle coproduction européenne avec méfiance. Georges Lautner racontera bien plus tard qu'elle passait à l'époque toutes ses journées près du téléphone en attendant un appel lui proposant un film. Plus tard, il affirma toutefois que, portée par une équipe particulièrement accueillante, l'actrice se sentit si heureuse sur ce tournage qu'elle versa de chaudes larmes quand celui-ci prit fin. Pour fêter la fin du tournage, tous les membres de l'équipe firent une baignade improvisée dans l'océan tout proche et dans le plus simple appareil, paraît-il.
- L'action du film, censée se situer sur la côte californienne, a en fait été tournée dans une zone particulièrement désertique de la côte sud-ouest de l'île canarienne de Lanzarote, près des salines de Janubio.
- En 2004, Quentin Tarantino utilise la musique du film dans "Kill Bill Volume 2". Il invite Georges Lautner à la projection au Festival de Cannes[4].